# ایزام
ایزام (انگلیسی: Izam؛ زادهٔ ۲۳ آوریل ۱۹۷۲) بازیگر، خواننده، و ترانه‌سرا اهل ژاپن است.
از فیلم‌ها یا برنامه‌های تلویزیونی که وی در آن نقش داشته‌است می‌توان به بازی اشاره کرد.